# Mesa del Caballo
Mesa del Caballo es un lugar designado por el censo ubicado en el condado de Gila en el estado estadounidense de Arizona. En el Censo de 2010 tenía una población de 765 habitantes y una densidad poblacional de 937,68 personas por km².

## Geografía
Mesa del Caballo se encuentra ubicado en las coordenadas 34°17′10″N 111°17′43″O / 34.28611, -111.29528. Según la Oficina del Censo de los Estados Unidos, Mesa del Caballo tiene una superficie total de 0.82 km², de la cual 0.82 km² corresponden a tierra firme y (0%) 0 km² es agua.

## Demografía
Según el censo de 2010, había 765 personas residiendo en Mesa del Caballo. La densidad de población era de 937,68 hab./km². De los 765 habitantes, Mesa del Caballo estaba compuesto por el 93.07% blancos, el 0.39% eran afroamericanos, el 0.52% eran amerindios, el 0.13% eran asiáticos, el 0% eran isleños del Pacífico, el 3.14% eran de otras razas y el 2.75% pertenecían a dos o más razas. Del total de la población el 9.67% eran hispanos o latinos de cualquier raza.